# Иван Миланов (футболист)
Иван Миланов е бивш футболист, офанзивен полузащитник. Играл е за Славия (1990-1994), Локомотив (ГО) (1995/ес.), Академик (Сф) (1995-1998, 2001-2002), Беласица (1998-2000), Хебър (Сф) (2000), Добруджа (2002), Спартак (Сф) (2002), Конелиано (2003), Вихър (Гор) (2003-2004) и в Гърция (1995). Бронзов медалист със Славия през 1991 г. Има 2 мача турнира за купата на УЕФА. Играл е 6 мача за младежкия национален отбор.

## Статистика по сезони
- Славия – 1991/92 – A РФГ, 20/2
- Славия – 1992/93 – A РФГ, 15/0
- Славия – 1993/94 – A РФГ, 7/0
- Гърция – 1995/пр. - Етники Категория
- Локомотив (ГО) – 1995/ес. - Б РФГ, 9/1
- Академик (Сф) – 1995/96 – Б РФГ, 15/3
- Академик (Сф) – 1996/97 – Б РФГ, 26/7
- Академик (Сф) – 1997/98 – Б РФГ, 25/8
- Беласица – 1998/99 – Б РФГ, 23/5
- Беласица – 1999/00 – A РФГ, 21/3
- Хебър (Сф) – 2000/ес. - В РФГ, 15/4
- Академик (Сф) – 2001/пр. - А ОФГ, 26/9
- Академик (Сф) – 2001/ес. - А ОФГ, 12/3
- Добруджа – 2002/пр. - Б РФГ, 9/1
- Спартак (Сф) – 2002/ес. - В РФГ, 14/5
- Конелиано – 2003/пр. - Б РФГ, 14/4
- Вихър (Гор) – 2003/04 – В РФГ, 18/3